# Danmark, mit Fædreland
Danmark, mit Fædreland ("Denemarken, mijn vaderland") is een Deens gedicht geschreven door Hans Christian Andersen in 1850. Het staat ook bekend onder de titel I Danmark er jeg født ("In Denemarken ben ik geboren"), afgeleid van de eerste regel tekst.
Het gedicht werd voor het eerst op muziek geplaatst door Henrik Rung in 1850, en Poul Schierbeck schreef er een nieuwe melodie voor in 1926. Het lied wordt vaak voorgesteld als nieuw Deens volkslied, in plaats van Der er et yndigt land.
Verschillende artiesten hebben versies van het lied opgenomen, waaronder Aksel Schiøtz in 1938. Isam Bachiri maakte in 2007 een moderne versie van het nummer. Het verscheen op zijn album Institution. In 2009 bracht de Deense folkmuzikante Helene Blum een versie van het nummer uit op haar album En gang og altid.

## Deense tekst
I Danmark er jeg født, der har jeg hjemme,
Der har jeg Rod, derfra min Verden gaaer.
Du danske Sprog, Du er min Moders Stemme,
Saa sødt velsignet Du mit Hjerte naaer.
Du danske friske Strand,
Hvor Oldtids Kjæmpegrave
Staae mellem Æblegaard og Humlehave,
Dig elsker jeg! – Danmark, mit Fædreland!
Hvor reder Sommeren vel Blomstersengen
Mere rigt end her, ned til den aabne Strand?
Hvor staaer Fuldmaanen over Kløver-Engen
Saa deilig, som i Bøgens Fædreland?
Du danske friske Strand,
Hvor Danebrogen vaier, –
Gud gav os den – Gud giv den bedste Seier! –
Dig elsker jeg! – Danmark, mit Fædreland!
Engang Du Herre var i hele Norden,
Bød over England – nu Du kaldes svag,
Et lille Land, – og dog saa vidt om Jorden
End høres Danskens Sang og Meiselslag.
Du danske friske Strand, –
Plovjernet Guldhorn finder. –
Gud giv Dig Fremtid, som han gav Dig Minder,
Dig elsker jeg! – Danmark, mit Fædreland!
Du Land, hvor jeg blev født, hvor jeg har hjemme,
Hvor jeg har Rod, hvorfra min Verden gaaer,
Hvor Sproget er min Moders bløde Stemme,
Og som en sød Musik mit Hjerte naaer.
Du danske friske Strand
Med vilde Svaners Rede,
I grønne Øer, mit Hjertes Hjem hernede,
Dig elsker jeg! – Danmark, mit Fædreland!